# L'Homme qui a surpris tout le monde
Pour plus de détails, voir Fiche technique et Distribution.
L'Homme qui a surpris tout le monde (Человек, который удивил всех, Chelovek, kotoryy udivil vsekh) est un film russe réalisé par Natalia Merkoulova et Alexeï Tchoupov, sorti en 2018.

## Synopsis
Egor, garde-forestier, vit dans un petit village de Sibérie avec sa femme Natalia enceinte de leur deuxième enfant. Un jour, il apprend qu'il est gravement malade et qu'il lui reste peu de temps à vivre. S'inspirant d'un conte que lui a raconté une femme shaman, il décide de tromper la mort.

## Fiche technique
- Titre original : Человек, который удивил всех
- Titre français : L'homme qui a surpris tout le monde
- Réalisation et scénario : Natalia Merkoulova et Alexeï Tchoupov
- Photographie : Mart Taniel
- Montage : Vadim Krasnitski
- Pays d'origine : Russie
- Format : Couleurs - 35 mm
- Genre : drame
- Durée : 105 minutes
- Dates de sortie :
  -  Italie : 4 septembre 2018 (Mostra de Venise 2018 - section Orizzonti)
  -  Russie : 25 octobre 2018
  -  France : 20 mars 2019

## Distribution
- Evgueni Tsiganov : Egor
- Natalia Koudriachova : Natalia
- Iouri Kouznetsov : grand-père Nikolaï
- Pavel Maykov : Zakhar
- Maksim Vitorgan : professeur
- Alexeï Filimonov : Stepka
- Igor Savotchkine : Fedor
- Elena Voronchikhina : la femme shaman

## Accueil

### Critiques
Le film reçoit avec une note moyenne de 3.3 sur AlloCiné.
Télérama est également conquis « Un conte sensuel et violent ».
L'Obs écrit « Curieux film, tout en gris et en bistre, qui demande au spectateur de s'abandonner et de se laisser porter ».

## Distinctions

### Récompenses
- Mostra de Venise 2018 : Meilleure actrice de la section Orizzonti pour Natalia Koudriachova[3].
- Festival du cinéma russe à Honfleur 2018 : Meilleur film, meilleur acteur et meilleure actrice[4].
- 32e cérémonie des Nika : Nika du meilleur acteur et du meilleur acteur dans un second rôle[5].